# 安岳江號事件
安岳江號事件，又稱2008年中國軍火船事件，發生于2008年4月，一艘中國軍火貨船「安岳江-廣州號」由于懷疑銷往津巴布韋的武器會被羅伯特·穆加貝政府用于鎮壓反對派，而被南部非洲各國拒絕靠岸，最終被迫返航的一場外交風波。

## 背景
津巴布韋總統羅伯特·穆加貝自1987年就任總統21年，被國際社會廣泛批評其執政人權記錄惡劣，通貨膨脹嚴重。2008年津巴布韋大選中，反對派領袖摩根·茨万吉拉伊領導的民主改變運動奪得國會一半的議席，打破穆加貝政權在國會長期的壟斷；而3月舉行的總統選舉中，茨万吉拉伊聲稱自己高票獲勝，然而穆加貝政府卻一次又一次地推遲公布結果。政府被指操控選舉，并鎮壓反對派，試圖拒絕交出政權。
而在這個敏感時刻，中國軍火貨船安岳江號即將抵達南非德班（由于津巴布韋是內陸國，一切货物进出口均须借用邻国港口），并將軍火船上大批武器運到津巴布韋。人权组织「南部非洲诉讼中心」的代表妮可·弗利兹稱，安岳江号货物文件副本显示，该货轮运载着包括300万发适用于AK-47步枪的子弹以及1500个反坦克火箭筒、迫击炮、冲锋枪等轻型武器和大批弹药，重達77噸。由于擔心這批武器會被穆加貝政權用于鎮壓反對派，令津巴布韋國內形勢惡化，南部非洲各國或其工人工會以各種形式拒絕安岳江號靠岸。

## 事件經過

### 南非碼頭工人抵制
4月15日，安岳江號接到南非德班港靠岸通知时，有当地抗议人群指责船上转载的运给津巴布韦政府的武器弹药，可以被穆加贝政府用来「镇压反对派」。對津巴布韋選舉涉嫌舞弊而不滿的南非码头工人工会随即表示，将以罢工形式拒绝帮助这艘中国军火船卸货。 南非最大的反对党民主联盟以及因卡塔自由党等政治势力和一些南非的人权组织也认为，这些武器将会被用来对付津巴布韦反对党的支持者，因此要求南非政府拒绝该船停靠。
當地人權組織入稟法院取得禁令，禁止任何人將該批軍火，運送到接壤津巴布韋的邊境。4月18日，德班当地的法庭判决说，安岳江號应该可以在德班停靠和卸货，但是售给津巴布韦的军火将不得通过南非领土运往津巴布韦。此判決意味著一旦在德班靠岸卸貨即很有可能軍火會被南非扣留。 所以，安岳江號必须在判决生效前离开南非。
南非一個人權活動組織表示，相信安岳江號离开德班港外海域后驶向莫桑比克。

### 莫桑比克、安哥拉
不過4月19日，莫桑比克交通部长就证实，安岳江號目前正在由南部非洲海域驶往安哥拉的途中。莫桑比克的政府官员表示，莫桑比克政府不会在这艘货轮没有事先完成必要「申请登记」之前允许轮船靠岸卸货。
安哥拉4月25日表示准许该船靠岸卸载安哥拉的货物，但不会准许运往津巴布韦的武器上岸。

### 勞工組織抵制
4月21日，国际运输工人联合会动员非洲港口的工人抵制安岳江號中國軍火船。国际运输工人联合会的发言人对英國廣播公司表示，据信这艘中国船正驶往安哥拉。一旦该船的目的地被确定后，他将亲自飞往那里。

### 美國介入 贊比亞呼吁抵制
美联社引述美国政府官员说，美國的情報機關正在追蹤载有军火的安岳江號。美國的外交部門的官員也收到向至少南非、莫桑比克、納米比亞、安哥拉四國施壓的命令，要求他們禁止安岳江號靠岸。
連一向與中國友好的贊比亞也支持抵制軍火船靠岸，總統利维·姆瓦纳瓦萨呼吁周边国家不要允许安岳江號进入其领海，以防船上的武器会进一步恶化津巴布韦的局势。

### 安岳江號返航
中国外交部发言人姜瑜4月22日表示，安岳江號运送武器的相關協議在2007年就被签署，和津巴布韦“近期的局势无关”。 由于津巴布韦方面无法按原计划接收等原因，货轮所属的中远公司不得不放弃在德班港卸货，并正在考虑将货物原船运回。4月24日，姜瑜證實安岳江號已決定回航中國，并表示「希望津巴布韦有关方面能够妥善处理当前的分歧，维护国家的稳定和发展」。中方「愿为津巴布韦国内的稳定和发展作出建设性努力」。

## 當事雙方反映
- 中國：中国外交部发言人姜瑜表示“中国政府对军品出口一贯采取慎重、负责的态度，所遵循的一项重要原则就是不干涉内政。我们希望有关方面不要将有关问题政治化。”[12]
- 津巴布韋：津巴布韋政府表示任何國家包括津巴布韋都有權利購買武器彈藥，至于如何使用這批武器就「與別國無關」。[6]

## 分析
實際上，聯合國并沒有對津巴布韋實行武器禁運制裁，因此無論是中國還是津巴布韋都沒有違反國際法。

## 另見
- 銀河號事件
- 2008年津巴布韋總統選舉

## 引用來源
1. ↑  津巴布韦推迟公布选举结果引争议 （页面存档备份，存于） BBC 2008-03-30
2. ↑  津巴布韦警方搜查反对党办公地 （页面存档备份，存于） BBC 2008-04-04
3. ↑  津巴布韦逮捕至少五名选举官员 （页面存档备份，存于） BBC 2008-04-08
4. ↑  穆加贝借独立日力批反对派 （页面存档备份，存于） BBC 2008-04-18
5. 1 2  南非政府拒绝中国军火船停靠 大批军品可能被扣 （页面存档备份，存于） 環球時報
6. 1 2 3 4 5  中国军火船“转往莫桑比克” （页面存档备份，存于） BBC 2008-04-18
7. 1 2  中國軍火船南非受阻轉駛莫桑比克 （页面存档备份，存于） 蘋果日報 2008-04-19
8. ↑  .   [2008-04-22]. （原始内容存档于2017-05-20）.
9. ↑  中国军火船“驶往安哥拉” （页面存档备份，存于） BBC 2008-04-19
10. ↑  Angola to allow arms ship to dock （页面存档备份，存于） BBC 2008-04-25
11. ↑  劳工组织呼吁拒卸中国“军火船” （页面存档备份，存于） BBC 2008-04-21
12. 1 2 3 4  中国"军火船"可能返航 美国介入 （页面存档备份，存于） BBC 2008-04-22
13. ↑  中国：驶往津巴布韦的武器船只可能将原船返航[] 路透社 2008-04-23
14. ↑  中国外交部：军火船将回航中国 （页面存档备份，存于） BBC 2008-04-24